# Der Heilige Gral und seine Erben
Der Heilige Gral und seine Erben (englischer Originaltitel The Holy Blood and the Holy Grail) ist ein 1982 erschienenes Buch von Henry Lincoln, Michael Baigent und Richard Leigh, das Pierre Plantards Prieuré de Sion zum Thema hat.
Zwar war das Buch sofort nach seinem Erscheinen ein internationaler Bestseller, doch werden die Thesen des Buches von seriösen Historikern abgelehnt. Es gilt mit seiner Vermischung von Mythen, Vermutungen und (oft exzentrisch interpretierten) Fakten als Musterbeispiel für Pseudowissenschaft und Verschwörungstheorie.

## Entstehung
Die ursprüngliche Inspirationsquelle war das Buch L’Or de Rennes (1967) von Gérard de Sède, das Henry Lincoln bei einem Frankreichurlaub Ende der 1960er Jahre las. Darauf basierende weitere Recherchen verarbeitete Lincoln zunächst in zwei Dokumentarfilmen für die BBC, wobei er Baigent und Leigh kennenlernte, mit denen zusammen er seine Theorien weiterentwickelte und schließlich in Buchform veröffentlichte.

## Inhalt

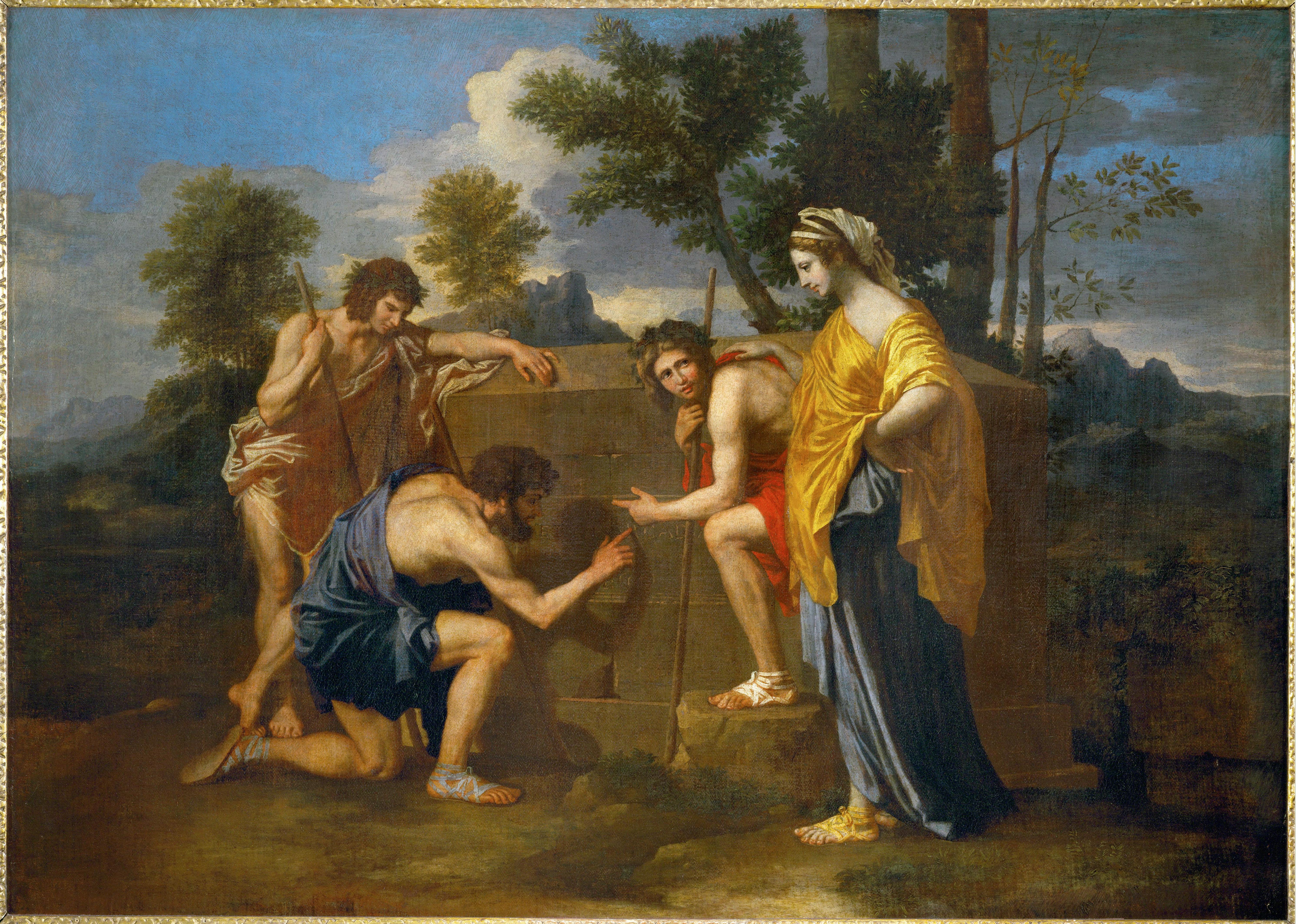
Lincoln, Baigent und Leigh sehen in Nicolas Poussins Bild Die arkadischen Hirten einen Hinweis auf ein zu entschlüsselndes Geheimnis. In einem Grabmal in der Nähe von Rennes-le-Château sehen die Autoren das reale Gegenstück zu Poussins Gemälde.

Ausgangspunkt der Autoren sind die Rätsel, die sich um den Ort Rennes-le-Château in Südfrankreich und dessen Ortspfarrer Bérenger Saunière ranken, der kurz vor 1900 plötzlich reich wurde. Sie präsentieren dabei folgende Thesen:
- Saunières Reichtum stammt von einem Fund unterhalb des Altars seiner Kirche. Dieser enthielt möglicherweise nicht nur Hinweise auf einen Schatz, sondern auch Schriften, die ihn in die Lage versetzen, die katholische Kirche zu erpressen. Diese Schriften waren verschlüsselt. Eine lautete nach der Dechiffrierung: A DAGOBERT II ROI ET A SION EST CE TRESOR ET IL EST LA MORT (Dieser Schatz gehört König Dagobert II. sowie Zion und er ist hier tot / er ist der Tod). Eine andere ist auch noch nach der Dechiffrierung kryptisch: BERGERE PAS DE TENTATION QUE POUSSIN TENIERS GARDENT LA CLEF PAX DCLXXXI PAR LA CROIX ET CE CHEVAL DE DIEU J'ACHEVE CE DEMON DE GARDIEN MIDI POMMES BLEUES (Schäferin, keine Versuchung. Dass Poussin, Teniers den Schlüssel haben; Friede 681. Durch das Kreuz und dieses Pferd Gottes überwinde ich diesen Wächter-Dämon. Zu Mittag blaue Äpfel.)
- Die von Saunière renovierte Dorfkirche, seine neu erbaute Villa Béthania und der Tour Magdala geben Hinweise auf eine unorthodoxe Auffassung der Gestalt Jesu und der Kreuzigungsgeschichte.
- Es gibt eine Geheimgesellschaft namens Prieuré de Sion, die auf die Zeit des Ersten Kreuzzuges zurückgeht. Sie wird von einem Großmeister, genannt Nautonnier, geführt. Dieses Amt hatten unter anderem Persönlichkeiten wie Leonardo da Vinci, Isaac Newton oder Jean Cocteau inne. Zur Zeit der Abfassung des Buches war es Pierre Plantard.
- Die Tempelritter waren der militärische (und wirtschaftliche) Arm dieser Gesellschaft.
- Aufgabe der Prieuré ist es, die Nachkommen der Merowinger auf die Throne in Europa und Jerusalem zurückzubringen, da sie die einzige legitime Dynastie darstellen.
- Diese Prätendenten werden von der Gesellschaft geschützt, weil sie leibliche Nachkommen von Jesus und Maria Magdalena – und über Jesus von König David – sind.
- Der Heilige Gral – dieses Wort leiten die Autoren von Sang réal (königliches Blut) ab, das zu San Gréal verballhornt worden sei – ist nichts anderes als eine Allegorie dieser Blutlinie Jesu.
- Die Ermordung des merowingischen Königs Dagobert II. und die Machtergreifung der Karolinger war ein abgekartetes Spiel der katholischen Kirche, die auf diese Weise nach der Macht in Europa gegriffen hat. Alle Institutionen, die die Merowinger beschützen, werden von ihr seither verfolgt, so auch die Tempelritter. Dagobert II. spielt für das Buch insofern eine Rolle, als Plantard seine Genealogie auf einen (historisch nicht belegten) Sohn Dagoberts, Sigibert IV., zurückführt.
- Die Protokolle der Weisen von Zion, eine antisemitische Fiktion des frühen 20. Jahrhunderts, die die These einer jüdischen Weltverschwörung untermauert werden soll, werden als Beleg für eine Verschwörung zugunsten der Merowinger umgedeutet.[1]

Das Buch enthält auch Interviewpassagen mit Pierre Plantard, der als amtierender Großmeister der Prieuré de Sion dargestellt wird, und allerlei Spekulationen um das politische Ziel der Organisation. Es scheint nach den Autoren um die Etablierung einer theokratischen Ordnung mit sozialistischen Zügen zu gehen, die gleichzeitig eine Art Wiedervereinigung zwischen Christen- und Judentum vollzieht, da mit dieser Umdeutung der Person Jesu ein wesentlicher theologischer Unterschied wegfalle.
Es ist nicht ganz klar, inwieweit die Autoren selbst von ihren Thesen überzeugt sind. In einem Folgeband (Das Vermächtnis des Messias, engl. The Messianic Legacy) liefern die Autoren weiteres Material, das in ihren Augen auf die Existenz einer von Jesus abstammenden Dynastie hindeutet, äußern sich aber wesentlich skeptischer über die Prieuré de Sion und deren politischen Hintergrund. Vor einiger Zeit erklärte Richard Leigh in einem Fernsehinterview, man habe nur Hypothesen liefern wollen, an deren Wahrheit man nicht unbedingt glaube.
Pierre Plantard distanzierte sich von den Schlussfolgerungen der Autoren. Er erklärte, er sei als Großmeister zurückgetreten und verlegte die Anfänge der Prieuré ins 17. Jahrhundert. 1993 wurden bei einer Durchsuchung des Hauses von Plantard im Gefolge eines Korruptionsskandals, in den der angebliche Großmeister der Prieuré Roger-Patrice Pelat verwickelt war, Papiere der Prieuré sichergestellt, in denen Plantard als der „wahre König Frankreichs“ bezeichnet wurde. Daraufhin gestand Plantard unter Eid, er habe all das selbst ausgeheckt. 2005 bestätigte Gérard de Sèdes Sohn in einer TV-Dokumentation, die Prieuré sei eine Erfindung Plantards gewesen und sein Vater habe das Buch L'Or de Rennes in Zusammenarbeit mit diesem verfasst.

## Kritik
Das Buch gilt als Musterbeispiel für Pseudowissenschaft, seine Behauptungen werden in der Fachwissenschaft nicht ernst genommen. Der britische Historiker Charles T. Wood riet 1984 von der Lektüre ab, da die These von Der Heilige Gral und seine Erben „lächerlich“ sei und ihre „Unwahrscheinlichkeit“ perfekt zur „Erbärmlichkeit des Stils“ passe. Interessant sei es allenfalls, weil es den Blick auf die Bedeutung von Mythen in der Geschichte lenke.
Nach dem britischen Theologen Gerard Loughlin basieren Baigent, Leigh und Lincoln ihre Behauptungen immer nur mit einem „Vielleicht“, ihr Buch sei letztlich nur eine „legendenhafte Mystifikation“, die in ihrem Neognostizismus zudem paradox argumentiere: Mit ihrer These widersprächen die Verfasser der christlichen Orthodoxie, die sie aber anderseits benötigten, denn wenn wirklich Jesus nur ein verheirateter Prätendent auf den Thron Israels gewesen wäre, würden seine Erben heute niemanden mehr interessieren und auch die jahrhundertelange Anstrengungen, ihre Blutlinie zu bewahren, wären überflüssig.
Der britische Historiker Richard Barber beschrieb Der Heilige Gral und seine Erben 2004 als „ein klassisches Beispiel für eine historische Verschwörungstheorie […] Es handelt sich im Wesentlichen um einen Text, der auf Andeutungen und nicht auf falsifizierbaren wissenschaftlichen Debatten beruht“.
Der Journalist David Aaronovitch führt sechs Argumentationsfehler an, die die Behauptungen des Buches unplausibel machen würden: 
- Eine Blutlinie über so viele Generationen würde Hunderttausende Menschen betreffen.
- Plantard, auf den sich Baigent, Leigh und Lincoln berufen, habe lediglich behauptet, von den Merowingern abzustammen, nicht aber von Jesus.
- Der Mythos des Heiligen Grals sei vor Chrétien de Troyes, der im 12. Jahrhundert lebte, gänzlich unbekannt gewesen; die Schreibung sang real sei ein Übersetzungsfehler eines englischen Autors aus dem 15. Jahrhundert.
- Saunières Reichtum habe von seinem Verkauf von Messen hergerührt, für die er sich mit Postanweisungen bezahlen ließ; zudem sei es nicht so sagenhaft groß gewesen, wie Baigent, Leigh und Lincoln behaupten: 1913 habe es sich auf 13.000 Franc belaufen.
- Die hohle westgotische Säule, in der Saunière die Dokumente gefunden haben soll, sei nicht hohl.
- Das Grabmal, das angeblich auf Poussins Gemälde zu sehen ist, sei erst 1903 errichtet worden.[5]

## Einflüsse
- In Umberto Ecos Das Foucaultsche Pendel werden diese Thesen erwähnt, sie werden dort zufällig von einem Computer generiert. Im weiteren Verlauf des Romans zeigt Eco die Unsinnigkeit und das negative Potential auf, das unwissenschaftliche Arbeit und Veröffentlichung haben kann. Das Foucaultsche Pendel kann als kritische Parodie auch auf Der Heilige Gral und seine Erben verstanden werden.[6]
- 2003 wurden die Thesen als Vorlage für Dan Browns Roman Sakrileg genommen. Der Name einer der Figuren des Buches – des manischen Gralforschers Leigh Teabing – ist ein aus den Namen von Baigent und Leigh zusammengesetztes Anagramm. Browns Roman wurde von Baigent und Leigh als Plagiat bezeichnet, womit sie den fiktionalen Charakter ihres Buches implizit zugaben. Eine Klage an einem Londoner Gericht scheiterte, konnte dem Buch aber zusätzliche Publizität verschaffen.[7]